# Station Nanterre-Université
Nanterre-Université is een station gelegen in de Franse gemeente Nanterre en het departement van Hauts-de-Seine.

## Het station
Nanterre - Université is een station aan het RER-netwerk (Lijn A) en Transilien lijn L van de Franse vervoersmaatschappij SNCF. Voor gebruikers van de Passe Navigo ligt het station in zone 3.

## Vorige en volgende stations
| Richting                           | Vorig station                                    | Lijn    | Volgend station     | Richting              |
| ---------------------------------- | ------------------------------------------------ | ------- | ------------------- | --------------------- |
| Saint-Germain-en-Laye A1           | Nanterre - Ville                                 | RER A   | Nanterre-Préfecture | Boissy-Saint-Léger A2 |
| Cergy-le-Haut of Maisons-Laffitte  | Houilles - Carrières-sur-Seine                   | Trans L | Bécon-les-Bruyères  | Paris Saint-Lazare    |
| Eindbestemming of Maisons-Laffitte | Eindbestemming of Houilles - Carrières-sur-Seine | Trans L | La Garenne-Colombes | Paris Saint-Lazare    |